# Clonezilla
Clonezilla is een opensource-programma, gericht op het maken en terugzetten van images. Dit zijn exacte kopieën van partities of harde schijven. De gemaakte images worden opgeslagen op een ander opslagmedium, zoals een USB-stick, harde schijf of server. Clonezilla is ontworpen door Steven Shaiu en ontwikkeld door NCHC in Taiwan.

## Details
Het stelt de gebruiker in staat een image te maken van het besturingssysteem geïnstalleerd op een harde schijf, inclusief updates, instellingen, geïnstalleerde software en bestanden. Zowel het maken van een back-up als het herstellen ervan beoogt niet moeilijk te zijn en er is slechts een zeer beperkte Linuxkennis voor nodig. Er is geen Nederlandstalige versie van deze software beschikbaar. Ook de documentatie is niet in het Nederlands beschikbaar.
Clonezilla Live is een live-cd en vereist geen installatie, in tegenstelling tot Clonezilla SE (Server Edition), waarvoor wel een ingewikkelde installatie nodig is. Na deze installatie wordt deze computer een CloneZilla DRBL-server genoemd.
Clonezilla ondersteunt de bestandssystemen Ext2, Ext3, Ext4, Reiserfs, Reiser4, XFS, JFS, btrfs, f2fs, nilfs2, FAT, exFAT, NTFS, HFS+, APFS, UFS, minix, VMFS3, VMFS5.

## Clonezilla Server
Clonezilla Server wordt gebruikt om meerdere computers gelijktijdig te klonen via een netwerk. Dit wordt gedaan via een DRBL-server en computers die kunnen opstarten van een netwerk.